# EPrix van Kaapstad 2023
De ePrix van Kaapstad  2023 werd gehouden op 25 februari 2023 op het Cape Town Street Circuit. Dit was de vijfde race van het negende Formule E-seizoen.
De race werd gewonnen door Porsche-coureur António Félix da Costa, die zijn eerste ePrix-zege sinds de ePrix van New York 2022 behaalde. Jean-Éric Vergne werd voor DS tweede, terwijl Envision-rijder Nick Cassidy derde werd.

## Kwalificatie

### Groepsfase
De top vier uit iedere groep kwalificeerde zich voor de knockoutfase.
Groep A
| Pos | No | Coureur                | Team             | Tijd      |
| --- | -- | ---------------------- | ---------------- | --------- |
| 1   | 23 | Sacha Fenestraz        | Nissan           | 1:08.994  |
| 2   | 37 | Nick Cassidy           | Envision-Jaguar  | 1:09.007  |
| 3   | 94 | Pascal Wehrlein        | Porsche          | 1:09.100  |
| 4   | 25 | Jean-Éric Vergne       | DS               | 1:09.139  |
| 5   | 33 | Dan Ticktum            | NIO              | 1:09.171  |
| 6   | 17 | Norman Nato            | Nissan           | 1:09.263  |
| 7   | 13 | António Félix da Costa | Porsche          | 1:09.441  |
| 8   | 5  | Jake Hughes            | McLaren-Nissan   | 1:09.493  |
| 9   | 36 | André Lotterer         | Andretti-Porsche | 1:09.975  |
| 10  | 3  | Sérgio Sette Câmara    | NIO              | 1:10.083  |
| WD  | 51 | Nico Müller            | Abt-Mahindra     | Geen tijd |

Groep B
| Pos | No | Coureur              | Team             | Tijd      |
| --- | -- | -------------------- | ---------------- | --------- |
| 1   | 58 | René Rast            | McLaren-Nissan   | 1:08.844  |
| 2   | 9  | Mitch Evans          | Jaguar           | 1:09.025  |
| 3   | 16 | Sébastien Buemi      | Envision-Jaguar  | 1:09.040  |
| 4   | 7  | Maximilian Günther   | Maserati         | 1:09.050  |
| 5   | 10 | Sam Bird             | Jaguar           | 1:09.217  |
| 6   | 27 | Jake Dennis          | Andretti-Porsche | 1:09.265  |
| 7   | 1  | Stoffel Vandoorne    | DS               | 1:09.500  |
| 8   | 48 | Edoardo Mortara      | Maserati         | 1:15.775  |
| WD  | 11 | Lucas di Grassi      | Mahindra         | Geen tijd |
| WD  | 8  | Oliver Rowland       | Mahindra         | Geen tijd |
| WD  | 4  | Kelvin van der Linde | Abt-Mahindra     | Geen tijd |

### Knockoutfase
De combinatie letter/cijfer staat voor de groep waarin de betreffende coureur uitkwam en de positie die hij in deze groep behaalde.
|  | Kwartfinale        | Kwartfinale        |                 |          | Halve finale | Halve finale |  |  | Finale | Finale |
|  |                    |                    |                 |          |              |              |  |  |        |        |
|  |                    |                    |                 |          |              |              |  |  |        |        |
|  | A3-A2              |                    |                 |          |              |              |  |  |        |        |
|  |                    |                    |                 |          |              |              |  |  |        |        |
|  | Pascal Wehrlein    | 1:08.598           |                 |          |              |              |  |  |        |        |
|  | Pascal Wehrlein    | 1:08.598           | K1-K2           |          |              |              |  |  |        |        |
|  | Nick Cassidy       | 1:08.446           |                 |          |              |              |  |  |        |        |
|  | Nick Cassidy       | 1:08.446           | Nick Cassidy    | 1:08.465 |              |              |  |  |        |        |
|  | A4-A1              |                    | Nick Cassidy    | 1:08.465 |              |              |  |  |        |        |
|  |                    | Sacha Fenestraz    | 1:08.357        |          |              |              |  |  |        |        |
|  | Jean-Éric Vergne   | Sacha Fenestraz    | 1:08.357        | 1:08.520 |              |              |  |  |        |        |
|  | Jean-Éric Vergne   |                    | H1-H2           | 1:08.520 |              |              |  |  |        |        |
|  | Sacha Fenestraz    | 1:08.467           |                 |          |              |              |  |  |        |        |
|  | Sacha Fenestraz    | 1:08.467           | Sacha Fenestraz | 1:07.848 |              |              |  |  |        |        |
|  | B3-B2              |                    | Sacha Fenestraz | 1:07.848 |              |              |  |  |        |        |
|  |                    | Maximilian Günther | 1:08.270        |          |              |              |  |  |        |        |
|  | Sébastien Buemi    | Maximilian Günther | 1:08.270        | 1:11.937 |              |              |  |  |        |        |
|  | Sébastien Buemi    | K3-K4              |                 | 1:11.937 |              |              |  |  |        |        |
|  | Mitch Evans        | 1:08.429           |                 |          |              |              |  |  |        |        |
|  | Mitch Evans        | 1:08.429           | Mitch Evans     | 1:08.568 |              |              |  |  |        |        |
|  | B4-B1              |                    | Mitch Evans     | 1:08.568 |              |              |  |  |        |        |
|  |                    | Maximilian Günther | 1:08.212        |          |              |              |  |  |        |        |
|  | Maximilian Günther | Maximilian Günther | 1:08.212        | 1:08.740 |              |              |  |  |        |        |
|  | Maximilian Günther |                    |                 | 1:08.740 |              |              |  |  |        |        |
|  | René Rast          | 1:08.962           |                 |          |              |              |  |  |        |        |
|  | René Rast          | 1:08.962           |                 |          |              |              |  |  |        |        |

### Startopstelling
| Pos | No | Coureur                | Team             |
| --- | -- | ---------------------- | ---------------- |
| 1   | 23 | Sacha Fenestraz        | Nissan           |
| 2   | 7  | Maximilian Günther     | Maserati         |
| 3   | 37 | Nick Cassidy           | Envision-Jaguar  |
| 4   | 9  | Mitch Evans            | Jaguar           |
| 5   | 25 | Jean-Éric Vergne       | DS               |
| 6   | 94 | Pascal Wehrlein        | Porsche          |
| 7   | 16 | Sébastien Buemi        | Envision-Jaguar  |
| 8   | 33 | Dan Ticktum            | NIO              |
| 9   | 17 | Norman Nato            | Nissan           |
| 10  | 58 | René Rast              | McLaren-Nissan   |
| 11  | 13 | António Félix da Costa | Porsche          |
| 12  | 1  | Stoffel Vandoorne      | DS               |
| 13  | 5  | Jake Hughes            | McLaren-Nissan   |
| 14  | 27 | Jake Dennis            | Andretti-Porsche |
| 15  | 36 | André Lotterer         | Andretti-Porsche |
| 16  | 3  | Sérgio Sette Câmara    | NIO              |
| 17  | 48 | Edoardo Mortara        | Maserati         |
| WD  | 10 | Sam Bird               | Jaguar           |
| WD  | 11 | Lucas di Grassi        | Mahindra         |
| WD  | 8  | Oliver Rowland         | Mahindra         |
| WD  | 51 | Nico Müller            | Abt-Mahindra     |
| WD  | 4  | Kelvin van der Linde   | Abt-Mahindra     |

## Race
| Pos | No | Coureur                | Team             | Rondes | Tijd/Oorzaak uitval | Grid | Punten |
| --- | -- | ---------------------- | ---------------- | ------ | ------------------- | ---- | ------ |
| 1   | 13 | António Félix da Costa | Porsche          | 32     | 42:25.403           | 11   | 25     |
| 2   | 25 | Jean-Éric Vergne       | DS               | 32     | +0.281              | 5    | 19     |
| 3   | 37 | Nick Cassidy           | Envision-Jaguar  | 32     | +1.808              | 3    | 15     |
| 4   | 58 | René Rast              | McLaren-Nissan   | 32     | +2.208              | 10   | 12     |
| 5   | 16 | Sébastien Buemi        | Envision-Jaguar  | 32     | +2.656              | 7    | 10     |
| 6   | 33 | Dan Ticktum            | NIO              | 32     | +3.209              | 8    | 8      |
| 7   | 1  | Stoffel Vandoorne      | DS               | 32     | +4.210              | 12   | 6      |
| 8   | 17 | Norman Nato            | Nissan           | 32     | +8.582              | 9    | 4      |
| 9   | 36 | André Lotterer         | Andretti-Porsche | 32     | +8.755              | 15   | 2      |
| 10  | 5  | Jake Hughes            | McLaren-Nissan   | 32     | +10.475             | 13   | 1      |
| 11  | 9  | Mitch Evans            | Jaguar           | 32     | +14.183             | 4    |        |
| 12  | 3  | Sérgio Sette Câmara    | NIO              | 32     | +14.914             | 16   |        |
| 13  | 27 | Jake Dennis            | Andretti-Porsche | 32     | +38.846             | 14   |        |
| DNF | 23 | Sacha Fenestraz        | Nissan           | 32     | Ongeluk             | 1    | 3      |
| DNF | 7  | Maximilian Günther     | Maserati         | 20     | Ongeluk             | 2    |        |
| DNF | 48 | Edoardo Mortara        | Maserati         | 1      | Schade ongeluk      | 17   |        |
| DNF | 94 | Pascal Wehrlein        | Porsche          | 0      | Ongeluk             | 6    |        |
| WD  | 10 | Sam Bird               | Jaguar           | 0      | Teruggetrokken      |      |        |
| WD  | 11 | Lucas di Grassi        | Mahindra         | 0      | Teruggetrokken      |      |        |
| WD  | 8  | Oliver Rowland         | Mahindra         | 0      | Teruggetrokken      |      |        |
| WD  | 51 | Nico Müller            | Abt-Mahindra     | 0      | Teruggetrokken      |      |        |
| WD  | 4  | Kelvin van der Linde   | Abt-Mahindra     | 0      | Teruggetrokken      |      |        |

## Tussenstanden wereldkampioenschap

### Coureurs
| Positie | No. | Rijder                 | Team             | Punten |
| ------- | --- | ---------------------- | ---------------- | ------ |
| 01      | 94  | Pascal Wehrlein        | Porsche          | 80     |
| 02      | 27  | Jake Dennis            | Andretti-Porsche | 62     |
| 03      | 25  | Jean-Éric Vergne       | DS               | 50     |
| 04      | 13  | António Félix da Costa | Porsche          | 46     |
| 05      | 37  | Nick Cassidy           | Envision-Jaguar  | 43     |
| 06      | 16  | Sébastien Buemi        | Envision-Jaguar  | 41     |
| 07      | 58  | René Rast              | McLaren-Nissan   | 38     |
| 08      | 10  | Sam Bird               | Jaguar           | 28     |
| 09      | 5   | Jake Hughes            | McLaren-Nissan   | 28     |
| 10      | 11  | Lucas di Grassi        | Mahindra         | 18     |

### Constructeurs
| Positie | Team             | Punten |
| ------- | ---------------- | ------ |
| 01      | Porsche          | 126    |
| 02      | Envision-Jaguar  | 84     |
| 03      | Andretti-Porsche | 80     |
| 04      | McLaren-Nissan   | 66     |
| 05      | DS               | 61     |
| 06      | Jaguar           | 42     |
| 07      | Mahindra         | 26     |
| 08      | NIO              | 19     |
| 09      | Nissan           | 18     |
| 10      | Maserati         | 03     |